# Ападана
Ападана (на староперсийски: 𐎠𐎱𐎭𐎠𐎴) е разрушена хипостилна зала в древния град Персеполис, Иран.
Считана е за основната престолна зала на Персеполис – столицата на Древна Персия. Тя е най-голямата сграда, разположена на Терасата на Персеполис.
Общата площ на обекта е ок. 1000 квадратни метра. Колоните на залата, които са 72 на брой, достигат височина 24 метра и имат сложни капители във формата на бикове и лъвове.
Счита се, че Ападана е бил основната зала на царете. В залата великият цар е получавал данъци от всички народи на Ахеменидското царство, в замяна е раздавал дарове.
Комплексът е разрушен от Александър Македонски през 331 г. пр.н.е. Понастоящем е запазанеа само основата на комплекса с 13 (от всичките 72) колони. Паднала, но запазена 14-а колона, е издигната през 1970 г.
Собственото име на залата се използва също като нарицателно за обозначаване на аналогични по структура съоръжения в персийската архитектура. В древногръцката архитектура на този термин съответства понятието хипостил.